# エアレール
エアレールとは全日本空輸とJRグループ4社（北海道旅客鉄道・東日本旅客鉄道・四国旅客鉄道・九州旅客鉄道）がかつて共同で販売していた特別企画乗車券の一つである。

## 概要
全日本空輸（以下ANA）が期間限定で発売する「旅割」（ぐるっとパス）または「超割」（四国遊きっぷ）の利用者を対象に目的地のJR路線のフリー区間が格安で利用できるきっぷであった。フリー区間内は特急・急行・快速・普通列車の普通車自由席が利用可能であった。特急および急行のグリーン車や普通車指定席を利用した場合は特急券だけでなく乗車券も必要になった。また利用する超割の区間によっては発券できないケースもあった（例えば四国遊きっぷの場合、羽田空港発着の場合は発券できたが伊丹空港発着の場合は発券不可であった）。
利用するには期間内の超割の搭乗半券（使用前・使用済問わず）をフリー区間内のみどりの窓口や旅行センターに提示すれば発券してもらえた。

## エアレールの種類
「エアレール」は2008年現在「ぐるっとパス」と「四国遊きっぷ」の2種類が販売されていた。ただし時期によっては超割・旅割期間であっても発売されないきっぷがあった。

### ぐるっとパス
- 北遊きっぷに代わり2008年4月より誕生したきっぷ。
- フリーエリア内の特急・急行・快速・普通の普通車自由席が自由に乗降可能。また普通車指定席も2回に限り利用可能であった。
- 有効期間は3日。
- 新千歳空港発着便のうち、道内各空港以外の路線を旅割または乗継旅割で利用した当日に限り発券。超割は対象外のため発券できなかった。
- 料金はおとな5,000円、こども2,500円。

#### 発券対象路線
新千歳空港発着
- 国内かつ北海道外の各空港

#### 利用可能エリア
- 千歳線の全線
- 室蘭本線のうち長万部駅－沼ノ端駅間、東室蘭駅-室蘭駅間および函館本線のうち長万部駅－札幌駅－白石駅間

### 四国遊きっぷ
- フリーエリア内の特急・急行・快速・普通の普通車自由席が自由に乗降可能。
- 有効期間は1日。
- 高松・松山・徳島・高知龍馬の各空港のうち、対象となる路線を超割で利用した場合に限り発券。
- 料金はおとな・こども共に3,000円。

#### 発券対象路線
高松空港発着
- 東京国際空港（羽田空港）
- 那覇空港

松山空港発着
- 東京国際空港（羽田空港）

徳島空港発着
- 中部国際空港

高知龍馬空港
- 東京国際空港（羽田空港）

#### 利用可能エリア
- JR四国管内全路線。
- 土佐くろしお鉄道管内全路線。
- ジェイアール四国バスのうち、松山高知急行線と大栃線。

## 2008年3月以前に販売されていたエアレール

### 北遊きっぷ
- フリーエリア内の特急・急行・快速・普通の普通車自由席が自由に乗降可能であった。
- 有効期間は1日。
- 新千歳空港発着便のうち、道内各空港および仙台空港以外の路線を超割で利用した場合に限り発券。
- 利用可能エリアは以下の通り。
  - 室蘭本線、千歳線、札沼線、石勝線、日高本線、富良野線の各路線全線
  - 函館本線のうち長万部駅～旭川駅間、根室本線のうち滝川駅～帯広駅間
- 料金はおとな3,000円、こども1,500円。
- 2008年3月をもって廃止。

### 東北遊きっぷ
- フリーエリア内の特急（新幹線含む）・急行・快速・普通の普通車自由席が自由に乗降可能。
- 有効期間は1日。
- 仙台・福島の各空港のうち、対象となる路線を超割で利用した場合に限り発券。
- 料金はおとな・こども共に3,000円。
- 2007年3月を最後に発売されていない。

### 九遊きっぷ
- フリーエリア内の特急（新幹線含む）・急行・快速・普通の普通車自由席が自由に乗降可能、またこのきっぷのみ指定席分の差額を支払えば普通車指定席も利用できた。
- 有効期間は1日。
- 九州各空港発着便を超割で利用した場合に限り発券。
- 利用エリアはJR九州全路線。
- 料金はおとな5,000円、こども2,500円（九州新幹線開業前はおとな3,000円、こども1,500円）
- 2006年10月をもって廃止。